# Hippolyte Dutheil
Pour les articles homonymes, voir Dutheil.
Hippolyte Constant Dutheil, né à Paris le 21 juillet 1842 où il est mort le 1er avril 1917, est un graveur sur bois français.

## Biographie

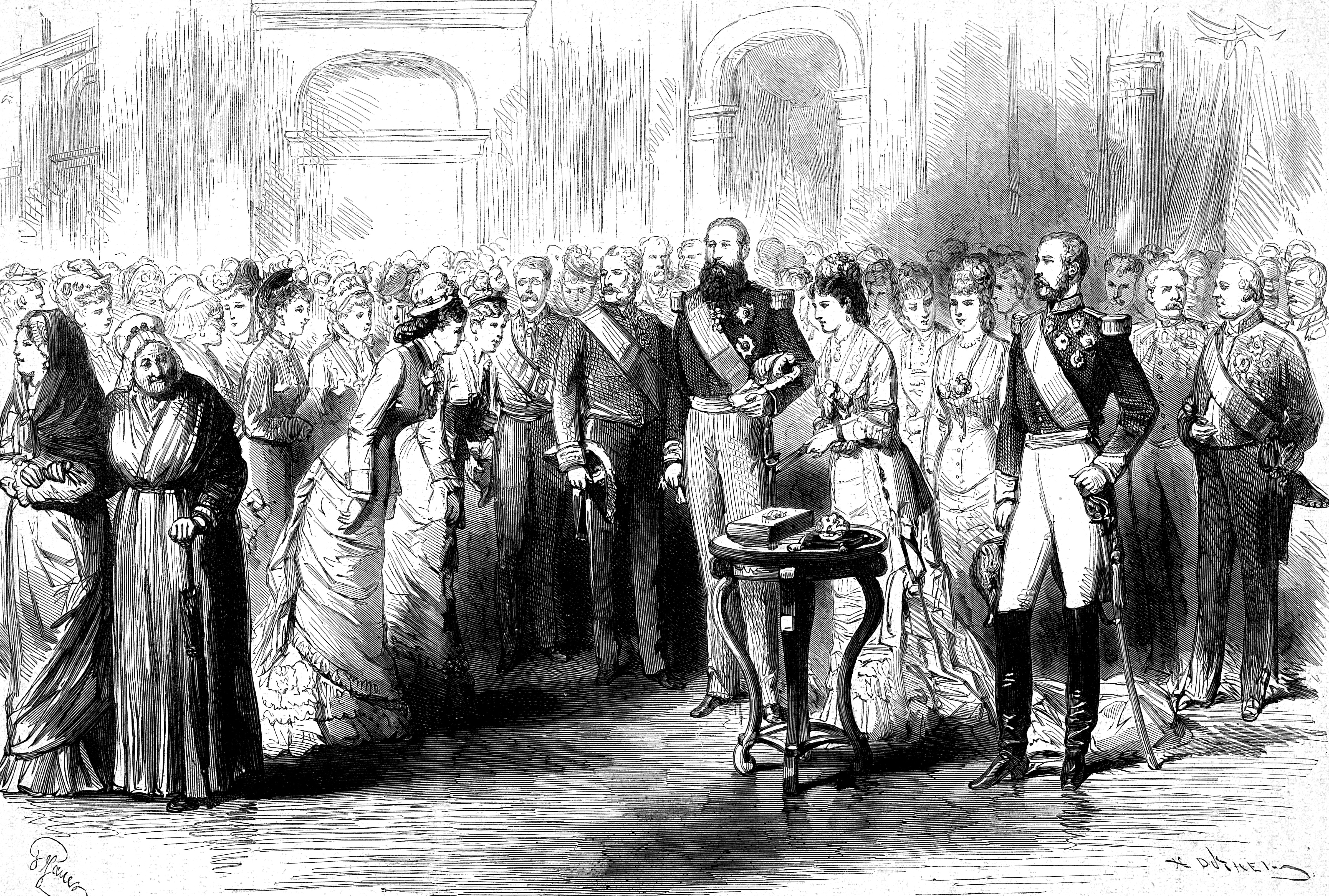
Noces d’argent du roi Léopold II et de la reine Marie-Henriette en 1878, gravure d'Hippolyte Dutheil, Le Monde illustré du 7 septembre 1878, p. 148.

Élève de Ange-Louis Janet, Polydore Pauquet et Pierre Verdeil, membre du Salon des artistes français, il y obtient une mention honorable en 1882 et une médaille de 3e classe en 1888, année où il remporte aussi une médaille d'argent de 3e classe à l'Exposition internationale de blanc et noir.